# Diego de San Francisco Tehuetzquititzin
Diego de San Francisco Tehuetzquititzin (falecido em 1554, também conhecido como Tehuetzquiti ou Tehuetzqui) foi o 16º Tlatoani de Tenochtitlán.

## Vida
Tehuetzquititzin nasceu em San Pablo Teopan, uma das quatro zonas de Tenochtitlan. Seu pai era Tezcatl Popocatzin, um dos filhos de Tízoc, o sétimo governante de Tenochtitlan. Casou-se com sua prima Maria, com quem teve dois filhos, Alonso Tezcatl Popocatzin e Pablo Mauhcaxochitzin, que morreram muito jovens . Também teve filhos com outras mulheres, entre os quais: Miguel Ixcuinantzin, Pedro Xiconocatzin, Jose Xaxaqualiuhtocatzin, Baltasar Ilhuicaxochitzin.
Em 1532,  Tehuetzquititzin participou da Campanha de Hibueras (conquista de Honduras), junto com Cortés por dois anos e meio 
Tehuetzquititzin foi nomeado tlatoani e governador de Tenochtitlan em 1541, após a morte de Huanitzin pelo vice-rei Antonio de Mendoza  . Neste mesmo ano, participou da Guerra do Mixtón na Nova Galiza (Xochipillan), liderando as tropas Tenochcas  .
Ao voltar da Campanha já não se satisfazia apenas com os velhos privilégios de Tlatoani, mas tentou obter privilégios semelhantes aos de nobres espanhóis pois também se considerava um Conquistador. Com este objetivo escreveu uma Probanza .

## A Probanza
Uma Probanza consistia em um questionário que abordava os principais aspectos pelos quais o monarca poderia avaliar como recompensar seus súditos com vários privilégios. Dentre estes aspectos o mais relevante deveria ser a ascendência nobre do autor da petição, sua amizade com os espanhóis, as ações que o indicasse como um bom cristão, e não menos importante, os serviços que o prestou ao rei como conquistador  . 
A Probanza de Tehuetzquititzin consistia de um questionário com 14 perguntas que foram distribuídos a 14 pessoas, 7 astecas e 7 espanhóis. Os astecas eram de San Pablo Teopan e a maioria tinha em torno de 60 anos. Todos respaldaram cada detalhe das 14 questões. As testemunhas espanholas eram antigos conquistadores que viviam em Tenochtitlan, alguns com cargos públicos na cidade. Sua função, ao contrário das testemunhas indígenas, era responder apenas as perguntas dez e onze do questionário que eram relacionadas com as campanhas que participaram junto com Tehuetzquititzin e poder comprovar o papel importante que desempenhou o governador indígena. Todos, sem exceção, falaram bem de Don Diego e avalizavam sua Probanza  . 
A Probanza foi acompanhado por uma carta escrita em nome de Tehuetzquititzin, assinada pelo advogado Orvaneja, pedidndo um brasão de armas e uma renda anual de 200 pesos para fins de subsistência. Além dessa foi anexado um parecer dos membros da Audiência Real, apoiando o pedido do governador asteca.

## O Brasão

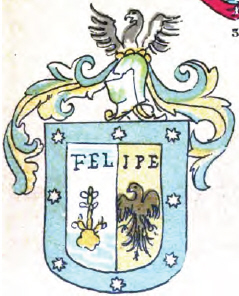
Brasão concedido a Tehuetzquititzin

O escudo que Don Diego solicitava continha um glifo toponímico de Tenochtitlan, que de acordo com a descrição que ele mesmo fazia de seu brasão consistia em uma pedra deitada em águas brancas e azuis do lago Texcoco e um cacto crescendo a partir dele. Elementos que certamente traziam à memória a história da fundação de Tenochtitlan que estava profundamente enraizada entre seu povo. Se bem que tenha eliminado a águia (Huitzilopochtli) de cima do cactus, conseguiu atenuar a incluindo no canto superior esquerdo, ao estilo europeu (de frente e com as asas abertas), enquanto o canto superior direito escolheu pintar um castelo. No entanto nos brasões espanhóis, é normal que ao lado do castelo esteja representado um leão, referindo-se aos dois reinos que levaram a cabo a conquista (León e Castela). Neste caso, no entanto, o leão foi substituído pela águia com a ideia de expressar a aliança entre Tenochtitlan e Castela, emblema reiterado em toda sua margem. Paralelamente, e para não por dúvida a sua lealdade,  Tehuetzquititzin incluiu o nome "Felipe" em referência a Felipe II, filho de  Carlos I  . 
Em 23 de dezembro de 1546 o Imperador Carlos I e sua mãe Joana emitiram um decreto concedendo a   Diego de San Francisco Tehuetzquititzin um Brasão , em reconhecimento a seus serviços (especialmente na guerra da Nova Galiza) e para "inspirar outros nobres indígenas a servir a coroa". Este brasão difere notavelmente daquele solicitado por Tehuetzquititzin, ficando claro que a Corte retirou a referência aos dois castelos, não vendo com bons olhos colocar Tenochtitlan no mesmo nível que Castela, por isso substituiu os castelos que representavam Castela e as águias que simbolizavam Tenochtitlan das margens do escudo e as substituíram por estrelas aludindo ao nobre caráter do portador do brasão . No centro do brasão ficou o símbolo indígena de Tenochtitlan (um cacto que cresce em uma rocha no meio de um lago) e que séculos mais tarde seria característica do brasão de armas do México e uma águia representando Huitzilopochtli , manteve-se ainda  a alusão a Felipe (Ver figura ao lado), mas o decreto não falou nada sobre a renda anual pedida .

## Problemas no Governo
Tehuetzquititzin, da mesma forma que os governantes que o precederam no cargo, mesmo após a conquista espanhola, continuaram a cobrar tributos dos caçadores e pescadores do lago Texcoco em espécie ou em cacau. Produtos agrícolas também eram cobrados dos moradores de alguns bairros, assim como trabalho gratuito de homens e mulheres  .
Mas na época de Tehuetzquititzin podiam reclamar por meios legais das autoridades, quando estas abusavam de seu cargo. Os nobres que sofriam estas queixas eram submetidos ao chamado Juicio de residencia, como aconteceu com Tehuetzquititzin e aos membros de seu conselho em 1548, acusados de gastar dinheiro dos tributos com festas e extravagâncias semelhantes, deixando o caixa da comunidade vazio. A conseqüência foi à chegada dos juízes Xuárez Mateo de Tepeaca e Francisco Vazquez de Cholula, a Tenochtitlan investigarem a situação e concluírem que deveria ser proibida tais práticas.
Em 5 de dezembro de 1550 chega a Nova Espanha o Vice-rei Luis de Velasco, cuja política destinava a melhorar as condições de vida das pessoas comuns, o que acabaria de minar as aspirações de Tehuetzquititzin e de muitos nobres. Uma das primeiras tarefas do vice-rei fez foi revalidar Tehuetzquititzin em seu cargo. Pouco depois , em 25 de setembro de 1551 deu ordens para que pusessem fim ao serviço pessoal gratuito que a população prestava aos nobres astecas, forçando esses nobres a recompensarem financeiramente os agricultores e pescadores por seu trabalho   .
Tehuetzquititzin ignorou as ordens, e por sua vez o vice-rei chamou outro juiz para pôr ordem no Altepetl. Desta vez, o escolhido foi Don Esteban de Guzman,  de Xochimilco, cujos serviços foram requeridos em 15 de Junho de 1554. Este deveria averiguar os "crimes e roubos excessivos" que ocorreriam em Tenochtitlan ocasionados pelos membros do Conselho que foram acusados de ignorarem as proibições impostas pelos juízes. Nestas alegações se incluíam falta de pagamento pelos materiais para reparos em obras públicas, bem como falta de pagamento peloo serviço prestado por homens e mulheres (varrimento e moagem) no Palácio ou no Tecpan, lugar de reunião do Conselho   .
Tehuetzquititzin morreu em 1554, poucos dias antes da chegada do juiz depois de governar por 14 anos. E em vez de ser imediatamente substituído por outro Tlatoani, achou-se melhor deixar Esteban de Guzman como Juicio de residencia até 1557, quando Cristobal de Guzman Cecetzin foi instalado como governador e Tlatoani .
| Precedido por Huanitzin | 16º Tlatoani de Tenochtitlan 1541 – 1554  | Sucedido por Cecetzin |
| Precedido por Huanitzin | 2º Governador de Tenochtitlan 1541 – 1554 | Sucedido por Cecetzin |